# NGC 5401
NGC 5401 (również PGC 49810 lub UGC 8916) – galaktyka spiralna (Sa), znajdująca się w gwiazdozbiorze Psów Gończych. Odkrył ją William Herschel 1 maja 1785 roku.